# Rhipsalis russellii
Rhipsalis russellii, também conhecido como mandacaru-da-serra, é uma espécie de planta do grupo Rhipsalis decrita em 1923 por Nathaniel Lord Britton e Joseph Nelson Rose.

## Distribuição
A espécie é endêmica do Brasil, com ocorrências confirmadas nas seguintes regiões:
- Nordeste (Bahia)

- Centro-Oeste (Goiás, Mato Grosso)

- Sudeste (Espírito Santo, Minas Gerais, Rio de Janeiro)

- Sul (Paraná)

Ela é encontrada nos domínios fitogeográficos da caatinga, cerrado e mata atlântica, nos tipos de vegetação de campo rupestre, floresta ciliar, floresta estacional semidecidual, floresta ombrófila  e restinga.

## Conservação
A espécie faz parte da Lista Vermelha das espécies ameaçadas do estado do Espírito Santo, no sudeste do Brasil.